# Vlastimil Válek
Vlastimil Válek   (Rokycany, 15 de març de 1938 - Praga, 31 de maig de 1989) fou un pilot de motocròs txec de renom internacional durant les dècades del 1960 i 1970. Durant unes quantes temporades, fou un dels principals competidors al Campionat del Món de motocròs i el 1963 en fou Subcampió a la cilindrada dels 250cc, per darrere de Torsten Hallman. A banda, al llarg de la seva carrera guanyà vuit Campionats de Txecoslovàquia, un del Canadà (1973) i una edició de la Inter-AMA dels EUA (1971).

## Biografia
Conegut familiarment com a Vlasta, Válek es va criar a Pernarec, al districte de Plzeň-sever, ben a prop de Stříbro (on hi ha un famós circuit de motocròs). No ha quedat constància de quan va debutar en competició, però ja el maig de 1957 va guanyar una cursa regional a la categoria de 175cc a Horaždovice, Plzeň (probablement amb una ČZ). Entre el gener de 1958 i el desembre de 1959, Válek va fer el servei militar com a membre de la guàrdia fronterera a la secció d'automobilisme del club esportiu Estrella Roja de Praga (Rudá hvězda Praha), on va poder seguir entrenant i practicant el motocròs tot participant en el Campionat de Txecoslovàquia de 175cc. El 1959, guanyà el seu primer Campionat estatal, aquesta vegada en la cilindrada dels 500cc amb una ESO.
Gràcies als seus bons resultats, CZ el fitxà com a pilot de fàbrica i el 1960 contribuí a millorar el model de 175cc, amb nombroses aportacions tècniques. Aquell mateix any, debutà en competició internacional i participa al Gran Premi de Txecoslovàquia del Campionat d'Europa de 250cc (el mundial s'instaurà dos anys després, el 1962). Davant 80.000 espectadors, acabà cinquè després de lluitar contra pilots de la talla de Jeff Smith, Arthur Lampkin, Dave Bickers i els seus compatriotes Miloslav Soucek i Jaromir Cížek. Aquest èxit li valgué poder participar en la resta del campionat, on acabà en novena posició final. La temporada de 1961, sense gaire suport encara de CZ i amb problemes a les motos, acabà setè al campionat. El 1962, l'any en què el l'europeu de 250cc passà a ser mundial, Válek acabà quart malgrat seguir amb certs problemes mecànics durant la temporada. A més, aconseguí la primera victòria d'un txec en un Gran Premi, concretament al de Txecoslovàquia davant de 70.000 espectadors.
El 1963, CZ havia millorat molt la seva moto i Válek protagonitzà la seva millor temporada, amb resultat del subcampionat mundial tot i haver-se perdut els dos Grans Premis inicials (el d'Espanya, a Pedralbes, i el d'Itàlia). Aprofitant una pausa al calendari, participà també en el Gran Premi de Txecoslovàquia de 500cc, on fou segon després d'haver-li posat molt difícil la victòria (tant ell com el seu gran amic Karel Pilar) al guanyador Rolf Tibblin.

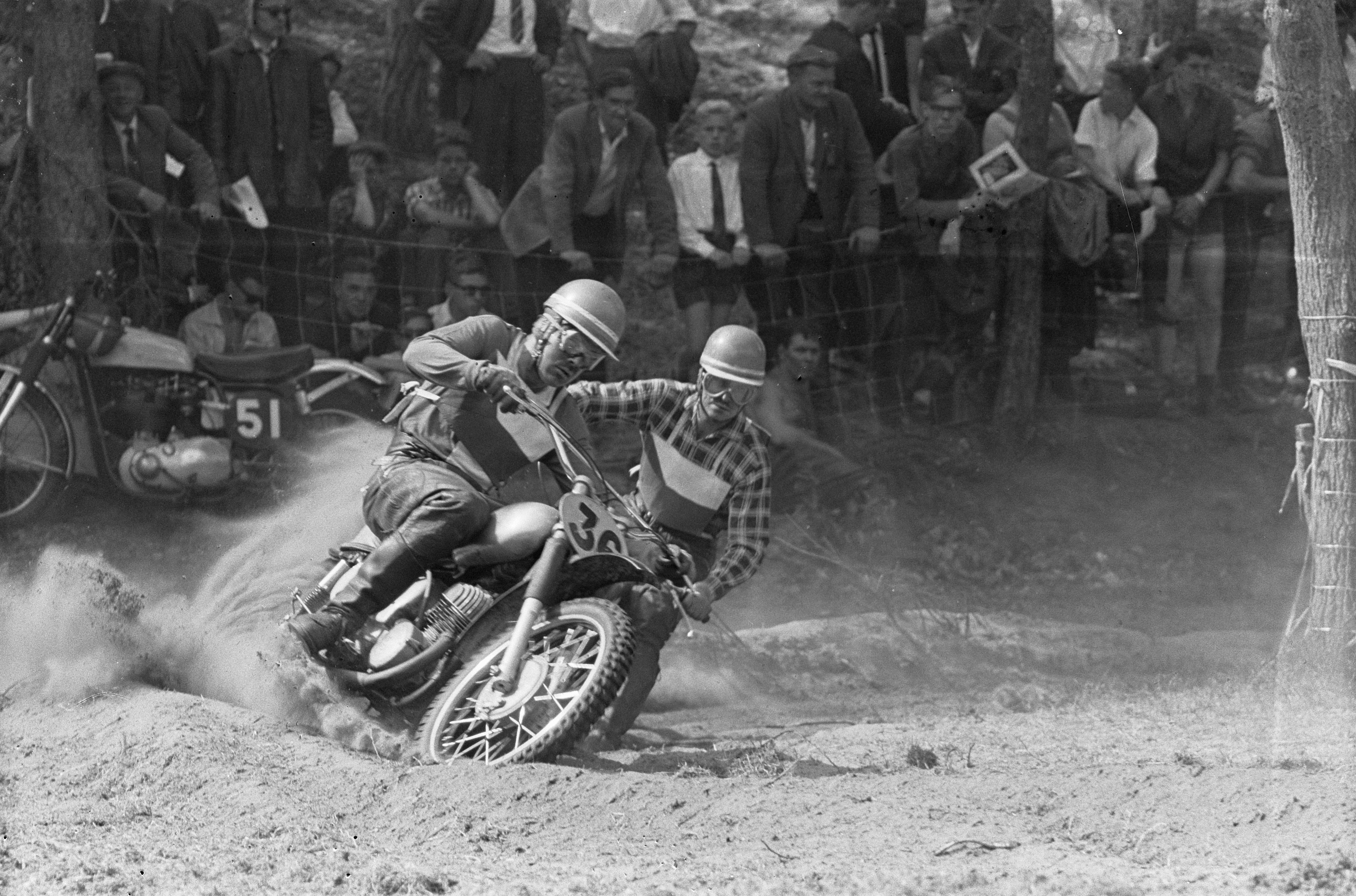
Válek a punt d'avançar Karel Pilar (36) al GP dels Països Baixos de 250cc de 1963, a Schijndel

El 1964, aprofitant l'èxit de la temporada anterior (a banda del subcampionat de Válek, la marca col·locà Ígor Grigóriev en tercer lloc i Karel Pilar en el quart), CZ llançà una producció limitada de la seva 250 de motocròs. Vlastimil Válek, juntament amb altres treballadors de la fàbrica, fou transferit a la planta de recerca i desenvolupament de l'empresa nacional Jawa, a Strašnice (Praga). Allà participà en el desenvolupament de la Jawa 250, però la moto no era tan fiable com la CZ i anà alternant-les a les curses. Acabà el mundial en setena posició final. El 1965, l'any en què Víktor Arbékov guanyà el mundial amb la CZ, Válek hi acabà el sisè amb la Jawa, la qual havia millorat força envers l'any anterior.
El 1966, Válek decidí canviar de cilindrada i va intentar guanyar el mundial de 500cc amb la Jawa 400, la qual veia ja molt competitiva. Després d'una renyida temporada amb els seus rivals Paul Friedrichs, Rolf Tibblin, Jeff Smith i Dave Bickers, acabà en quarta posició després d'aconseguir podis en diversos Grans Premis. Repetí el quart lloc final la temporada següent, 1967, amb una Jawa encara més competitiva. El 1968, amb 30 anys fets, Válek començà a acusar el pes de l'edat i, malgrat començar bé la temporada amb la innovadora Jawa 500, acabà el mundial en l'onzè lloc general. A la tardor, s'uní a l'expedició dels principals pilots europeus convidats a participar en la Trans-AMA dels EUA. El 1969, veient el resultat al mundial de l'any anterior, decidí no tornar-hi a participar, però per compensar prengué part en una mena de "campionat europeu de 750cc", on fou subcampió darrere de Bill Nilsson.
El 1970, a Txecoslovàquia s'instaurà una mena de campionat d'hivern televisat, a l'estil dels TV Scrambles britànics, i Válek el guanyà amb la nova Jawa 420. L'any següent, 1971, repetí l'èxit i també va participar al Gran Premi de Txecoslovàquia de 500cc, disputat el 13 de juny a Stříbro. Malgrat la seva edat, encara hi va acabar en desena posició final. A l'estiu tornà als EUA per a participar en la Inter-AMA (la nova versió de la Trans-AMA per a motos de 250cc). Competint-hi amb la CZ, guanyà 4 de les 6 curses programades i aconseguí el campionat per davant de Dave Bickers, també amb CZ. A la tardor hi tornà per a disputar mitja Trans-AMA (aquesta, per a motos de 500cc) i hi acabà el tretzè tot i les poques curses en què prengué part.
El 1972, malgrat que Jawa havia aturat el desenvolupament de les motos de motocròs l'any anterior, Válek seguí corrent amb la seva 420 amb un suport parcial de fàbrica. Després de tres anys d'absència tornà al Mundial de 500 i, havent-hi fet alguna bona actuació, hi acabà en catorzè lloc final (tot un èxit considerant els seus 34 anys i la quasi absència de suport de fàbrica). Aquell any s'acomiadà de la competició internacional tot participant al seu darrer Motocross des Nations amb la selecció txecoslovaca a Norg (Països Baixos).

### Darrers temps
El 1973 seguí competint amb la seva vella Jawa 420, redissenyada i modificada per ell mateix. Al campionat hivernal televisat només el superà Jiří Stodůlka, però a les sessions qualificatòries nacionals no aconseguí plaça per a participar al mundial. Com que no podia competir a escala internacional, decidí d'anar-se'n al Canadà per tal d'ajudar en la venda de les motos txecoslovaques a Mont-real. Aprofità aquella època per a participar al Campionat del Canadà de motocròs de 500cc, el qual guanyà amb facilitat. Durant la dècada del 1970, Válek sovintejà les estades en aquell país i hi va fer també d'entrenador a petició de la federació canadenca. També va fer d'entrenador juvenil a Txecoslovàquia, a la Svazarm.
Vlastimil Válek es va morir el 1989 a 51 anys, víctima d'un atac de cor mentre s'entrenava al circuit de motocròs de Lochkov, a Praga.

## Palmarès

### Campionat de Txecoslovàquia
Font:
- 3 Campionats de Txecoslováquia en 500cc (1959, 1966-1967)
- 3 Campionats de Txecoslováquia en 175cc (1960, 1963-1964)
- 2 Campionats de Txecoslováquia en 250cc (1961-1963)

### Campionat del Món
Font:
| Any  | Motocicleta | 500cc | 250cc |
| ---- | ----------- | ----- | ----- |
| 1960 | ČZ          | -     | 9è    |
| 1961 | ČZ          | -     | 7è    |
| 1962 | ČZ          | -     | 4t    |
| 1963 | ČZ          | 9è    | 2n    |
| 1964 | Jawa        | -     | 7è    |
| 1965 | Jawa        | -     | 6è    |
| 1966 | Jawa        | 4t    | -     |
| 1967 | Jawa        | 4t    | -     |
| 1968 | Jawa        | 11è   | -     |
| 1969 | ?           | -     | -     |
| 1970 | Jawa        | 28è   | -     |
| 1971 | ČZ          | 28è   | -     |
| 1972 | Jawa        | 14è   | -     |

1. ↑  Fins al 1961 inclòs no existia el Campionat del Món de 250 cc, ans el Campionat d'Europa (conegut també com a Coup d'Europe)